# Liste des choix de repêchages des Stars de Dallas
Cette liste contient tous les joueurs de hockey sur glace ayant été repêchés par les Stars de Dallas, franchise de la Ligue nationale de hockey. Les joueurs listés ci-dessus n'ont pas obligatoirement joué un match sous le maillot de l'équipe.
Elle regroupe les joueurs depuis le Repêchage de 1993 organisé par la LNH en 1992-1993, jusqu’à aujourd’hui,. Les joueurs sont classés par année de repêchage. Les deux premières colonnes donnent le rang et le tour duquel le joueur a été repêché suivis de son nom, de sa nationalité et de sa position de jeu.

## Les repêchages d'entrée

### 1993
| No  | Tour | Nom                 | Nationalité | Position       |
| --- | ---- | ------------------- | ----------- | -------------- |
| 9   | 1er  | Todd Harvey         | Canada      | Ailier droit   |
| 35  | 2e   | Jamie Langenbrunner | États-Unis  | Ailier droit   |
| 87  | 4e   | Chad Lang           | Canada      | Gardien de but |
| 136 | 6e   | Rick Mrozik         | États-Unis  | Défenseur      |
| 139 | 6e   | Per Svartvadet      | Suède       | Centre         |
| 165 | 7e   | Jeremy Stasiuk      | Canada      | Ailier droit   |
| 191 | 8e   | Rob Lurtsema        | États-Unis  | Ailier gauche  |
| 243 | 10e  | Jordan Willis       | Canada      | Gardien de but |
| 249 | 10e  | Bill Lang           | Canada      | Centre         |
| 269 | 11e  | Cory Peterson       | États-Unis  | Défenseur      |
| 9   | R.S  | Jacques Joubert     | États-Unis  | Centre         |

### 1994
| No  | Tour | Nom                   | Nationalité | Position       |
| --- | ---- | --------------------- | ----------- | -------------- |
| 20  | 1er  | Jason Botterill       | Canada      | Ailier gauche  |
| 46  | 2e   | Lee Jinman            | Canada      | Centre         |
| 98  | 4e   | Jamie Wright          | Canada      | Ailier gauche  |
| 124 | 5e   | Marty Turco           | Canada      | Gardien de but |
| 150 | 6e   | Ievgueni Petrochinine | Russie      | Défenseur      |
| 228 | 9e   | Marty Flichel         | Canada      | Ailier droit   |
| 254 | 10e  | Jimmy Roy             | Canada      | Centre         |
| 280 | 11e  | Chris Szysky          | Canada      | Ailier droit   |

### 1995
| No  | Tour | Nom                 | Nationalité        | Position      |
| --- | ---- | ------------------- | ------------------ | ------------- |
| 11  | 1er  | Jarome Iginla       | Canada             | Ailier droit  |
| 37  | 2e   | Patrick Côté        | Canada             | Ailier gauche |
| 63  | 3e   | Petr Buzek          | République tchèque | Défenseur     |
| 69  | 3e   | Sergueï Goussev     | Russie             | Défenseur     |
| 115 | 5e   | Wade Strand         | Canada             | Défenseur     |
| 141 | 6e   | Dominic Marleau     | Canada             | Défenseur     |
| 173 | 7e   | Jeff Dewar          | Canada             | Ailier droit  |
| 193 | 8e   | Andreï Kovechnikov  | Ukraine            | Ailier gauche |
| 202 | 8e   | Sergueï Louchinkine | Russie             | Centre        |
| 219 | 9e   | Steve Lowe          | Canada             | Centre        |

### 1996
| No  | Tour | Nom              | Nationalité | Position       |
| --- | ---- | ---------------- | ----------- | -------------- |
| 5   | 1er  | Richard Jackman  | Canada      | Défenseur      |
| 70  | 3e   | Jonathan Sim     | Canada      | Ailier gauche  |
| 90  | 4e   | Mike Hurley      | Canada      | Ailier droit   |
| 112 | 5e   | Ryan Christie    | Canada      | Ailier gauche  |
| 113 | 5e   | Ievgueni Tsybouk | Russie      | Défenseur      |
| 166 | 7e   | Eoin McInerney   | Canada      | Gardien de but |
| 194 | 8e   | Joel Kwiatkowski | Canada      | Défenseur      |
| 220 | 9e   | Nick Bootland    | Canada      | Ailier gauche  |

### 1997
| No  | Tour | Nom                 | Nationalité | Position      |
| --- | ---- | ------------------- | ----------- | ------------- |
| 25  | 1er  | Brenden Morrow      | Canada      | Ailier gauche |
| 52  | 2e   | Roman Liachenko     | Russie      | Centre        |
| 77  | 3e   | Steve Gainey        | Canada      | Ailier gauche |
| 105 | 4e   | Marc Kristoffersson | Suède       | Ailier gauche |
| 132 | 5e   | Teemu Elomo         | Finlande    | Ailier gauche |
| 160 | 6e   | Alekseï Timkine     | Russie      | Ailier gauche |
| 189 | 7e   | Jeff McKercher      | Canada      | Défenseur     |
| 216 | 8e   | Alekseï Komarov     | Russie      | Défenseur     |
| 242 | 9e   | Brett McLean        | Canada      | Centre        |

### 1998
| No  | Tour | Nom              | Nationalité        | Position      |
| --- | ---- | ---------------- | ------------------ | ------------- |
| 39  | 2e   | John Erskine     | Canada             | Défenseur     |
| 57  | 2e   | Tyler Bouck      | Canada             | Ailier gauche |
| 86  | 3e   | Gabriel Karlssön | Suède              | Centre        |
| 153 | 6e   | Pavel Patera     | République tchèque | Ailier gauche |
| 173 | 6e   | Niko Kapanen     | Finlande           | Centre        |
| 200 | 7e   | Scott Perry      | États-Unis         | Centre        |

### 1999
| No  | Tour | Nom                | Nationalité | Position      |
| --- | ---- | ------------------ | ----------- | ------------- |
| 32  | 2e   | Michael Ryan       | États-Unis  | Centre        |
| 66  | 2e   | Dan Jancevski      | Canada      | Défenseur     |
| 96  | 3e   | Mathias Tjärnqvist | Suède       | Ailier gauche |
| 126 | 4e   | Jeff Bateman       | Canada      | Centre        |
| 156 | 5e   | Gregor Baumgartner | Autriche    | Ailier droit  |
| 184 | 6e   | Justin Cox         | Canada      | Ailier droit  |
| 186 | 6e   | Brett Draney       | Canada      | Ailier gauche |
| 215 | 7e   | Jeff MacMillan     | Canada      | Défenseur     |
| 243 | 8e   | Brian Sullivan     | États-Unis  | Défenseur     |
| 265 | 9e   | Jamie Chamberlain  | Canada      | Ailier droit  |
| 272 | 9e   | Mikhaïl Donika     | Russie      | Défenseur     |

### 2000
| No  | Tour | Nom                   | Nationalité        | Position       |
| --- | ---- | --------------------- | ------------------ | -------------- |
| 25  | 1er  | Steve Ott             | Canada             | Attaquant      |
| 60  | 2e   | Dan Ellis             | Canada             | Gardien de but |
| 68  | 3e   | Joel Lundqvist        | Suède              | Centre         |
| 91  | 3e   | Alekseï Terechtchenko | Russie             | Centre         |
| 123 | 4e   | Vadim Khomitski       | Russie             | Défenseur      |
| 139 | 5e   | Rouslan Bernikov      | Russie             | Ailier droit   |
| 162 | 5e   | Artiom Chernov        | Russie             | Centre         |
| 192 | 6e   | Ladislav Vlček        | République tchèque | Attaquant      |
| 219 | 7e   | Marco Tuokko          | Finlande           | Centre         |
| 224 | 7e   | Antti Miettinen       | Finlande           | Centre         |

### 2001
| No  | Tour | Nom              | Nationalité        | Position       |
| --- | ---- | ---------------- | ------------------ | -------------- |
| 26  | 1er  | Jason Bacashihua | États-Unis         | Gardien de but |
| 70  | 3e   | Yared Hagos      | Suède              | Centre         |
| 92  | 3e   | Anthony Aquino   | Canada             | Ailier droit   |
| 126 | 4e   | Daniel Volráb    | République tchèque | Centre         |
| 161 | 5e   | Mike Smith       | Canada             | Gardien de but |
| 167 | 6e   | Michal Blazek    | République tchèque | Défenseur      |
| 192 | 6e   | Jussi Jokinen    | Finlande           | Attaquant      |
| 255 | 8e   | Marco Rosa       | Canada             | Centre         |
| 265 | 9e   | Dale Sullivan    | Canada             | Ailier droit   |
| 285 | 9e   | Marek Tomica     | République tchèque | Attaquant      |

### 2002
| No  | Tour | Nom              | Nationalité        | Position       |
| --- | ---- | ---------------- | ------------------ | -------------- |
| 26  | 1er  | Martin Vagner    | République tchèque | Défenseur      |
| 32  | 2e   | János Vas        | Hongrie            | Attaquant      |
| 34  | 2e   | Tobias Stephan   | Suisse             | Gardien de but |
| 42  | 2e   | Marius Holtet    | Norvège            | Attaquant      |
| 43  | 2e   | Trevor Daley     | Canada             | Défenseur      |
| 78  | 3e   | Geoff Waugh      | Canada             | Défenseur      |
| 110 | 4e   | Jarkko Immonen   | Finlande           | Centre         |
| 147 | 5e   | David Bararuk    | Canada             | Attaquant      |
| 180 | 6e   | Kirill Sidorenko | Russie             | Centre         |
| 210 | 7e   | Bryan Hamm       | Canada             | Défenseur      |
| 243 | 8e   | Tuomas Mikkonen  | Finlande           | Attaquant      |
| 273 | 9e   | Ned Havern       | États-Unis         | Ailier gauche  |

### 2003
| No  | Tour | Nom               | Nationalité        | Position       |
| --- | ---- | ----------------- | ------------------ | -------------- |
| 33  | 2e   | Loui Eriksson     | Suède              | Ailier gauche  |
| 36  | 2e   | Vojtěch Polák     | République tchèque | Attaquant      |
| 54  | 2e   | Brandon Crombeen  | États-Unis         | Ailier droit   |
| 99  | 3e   | Matt Nickerson    | États-Unis         | Défenseur      |
| 134 | 4e   | Aleksandr Naourov | Russie             | Attaquant      |
| 144 | 5e   | Eero Kilpeläinen  | Finlande           | Gardien de but |
| 165 | 5e   | Gino Guyer        | États-Unis         | Centre         |
| 185 | 6e   | Francis Wathier   | Canada             | Ailier gauche  |
| 195 | 6e   | Drew Bagnall      | Canada             | Défenseur      |
| 196 | 6e   | Elias Granath     | Suède              | Défenseur      |
| 259 | 8e   | Niko Vainio       | Finlande           | Défenseur      |

### 2004
| No  | Tour | Nom                  | Nationalité        | Position      |
| --- | ---- | -------------------- | ------------------ | ------------- |
| 28  | 1er  | Mark Fistric         | Canada             | Défenseur     |
| 34  | 2e   | Johan Fransson       | Suède              | Défenseur     |
| 52  | 2e   | Raymond Sawada       | Canada             | Ailier droit  |
| 56  | 2e   | Nicklas Grossmann    | Suède              | Défenseur     |
| 86  | 3e   | John Lammers         | Canada             | Ailier gauche |
| 104 | 4e   | Fredrik Naslund      | Suède              | Ailier droit  |
| 183 | 6e   | Trevor Ludwig        | États-Unis         | Défenseur     |
| 218 | 7e   | Siarheï Koukouchkine | Biélorussie        | Attaquant     |
| 248 | 8e   | Lukáš Vomela         | République tchèque | Défenseur     |
| 280 | 9e   | Matt McKnight        | Canada             | Attaquant     |

### 2005
| No  | Tour | Nom              | Nationalité | Position       |
| --- | ---- | ---------------- | ----------- | -------------- |
| 28  | 1er  | Matthew Niskanen | États-Unis  | Défenseur      |
| 33  | 2e   | James Neal       | Canada      | Ailier gauche  |
| 71  | 3e   | Richard Clune    | Canada      | Ailier gauche  |
| 75  | 3e   | Perttu Lindgren  | Finlande    | Centre         |
| 146 | 5e   | Tom Wandell      | Suède       | Attaquant      |
| 160 | 5e   | Matt Watkins     | Canada      | Ailier droit   |
| 223 | 7e   | Pat McGann       | États-Unis  | Gardien de but |

### 2006
| No  | Tour | Nom             | Nationalité | Position       |
| --- | ---- | --------------- | ----------- | -------------- |
| 27  | 1er  | Ivan Vichnevski | Russie      | Défenseur      |
| 90  | 3e   | Aaron Snow      | Canada      | Ailier gauche  |
| 120 | 4e   | Richard Bachman | États-Unis  | Gardien de but |
| 138 | 5e   | David McIntyre  | Canada      | Centre         |
| 150 | 5e   | Max Wärn        | Finlande    | Ailier gauche  |

### 2007
| No  | Tour | Nom               | Nationalité        | Position      |
| --- | ---- | ----------------- | ------------------ | ------------- |
| 50  | 2e   | Nico Sacchetti    | États-Unis         | Centre        |
| 64  | 3e   | Sergueï Korostine | Russie             | Ailier droit  |
| 112 | 4e   | Colton Sceviour   | Canada             | Attaquant     |
| 128 | 5e   | Austin Smith      | États-Unis         | Ailier droit  |
| 129 | 5e   | Jamie Benn        | Canada             | Ailier gauche |
| 136 | 5e   | Ondrej Roman      | République tchèque | Centre        |
| 149 | 5e   | Michael Neal      | Canada             | Ailier gauche |
| 172 | 6e   | Luke Gazdic       | Canada             | Ailier gauche |

### 2008
| No  | Tour | Nom               | Nationalité | Position       |
| --- | ---- | ----------------- | ----------- | -------------- |
| 59  | 2e   | Tyler Beskorowany | Canada      | Gardien de but |
| 89  | 3e   | Scott Winkler     | Norvège     | Centre         |
| 149 | 5e   | Philip Larsen     | Danemark    | Défenseur      |
| 176 | 6e   | Matt Tassone      | Canada      | Centre         |
| 209 | 7e   | Mike Bergin       | Canada      | Défenseur      |

### 2009
| No  | Tour | Nom             | Nationalité        | Position      |
| --- | ---- | --------------- | ------------------ | ------------- |
| 8   | 1er  | Scott Glennie   | Canada             | Ailier droit  |
| 38  | 2e   | Alex Chiasson   | Canada             | Ailier droit  |
| 69  | 3e   | Reilly Smith    | Canada             | Ailier droit  |
| 129 | 5e   | Tomáš Vincour   | République tchèque | Centre        |
| 159 | 6e   | Curtis McKenzie | Canada             | Ailier gauche |

### 2010
| No  | Tour | Nom               | Nationalité | Position       |
| --- | ---- | ----------------- | ----------- | -------------- |
| 11  | 1er  | Jack Campbell     | États-Unis  | Gardien de but |
| 41  | 2e   | Patrik Nemeth     | Suède       | Défenseur      |
| 77  | 3e   | Alexander Guptill | Canada      | Ailier gauche  |
| 109 | 4e   | Alex Theriau      | Canada      | Défenseur      |
| 131 | 5e   | John Klingberg    | Suède       | Défenseur      |

### 2011
| No  | Tour | Nom               | Nationalité        | Position     |
| --- | ---- | ----------------- | ------------------ | ------------ |
| 14  | 1er  | Jamieson Oleksiak | Canada             | Défenseur    |
| 44  | 2e   | Brett Ritchie     | Canada             | Ailier droit |
| 105 | 4e   | Emil Molin        | Suède              | Centre       |
| 135 | 5e   | Troy Vance        | États-Unis         | Défenseur    |
| 165 | 6e   | Matej Stransky    | République tchèque | Ailier droit |
| 195 | 7e   | Jyrki Jokipakka   | Finlande           | Défenseur    |

### 2012
| No  | Tour | Nom              | Nationalité        | Position       |
| --- | ---- | ---------------- | ------------------ | -------------- |
| 13  | 1er  | Radek Faksa      | République tchèque | Centre         |
| 43  | 2e   | Ludvig Byström   | Suède              | Défenseur      |
| 54  | 2e   | Mike Winther     | Canada             | Centre         |
| 61  | 2e   | Devin Shore      | Canada             | Centre         |
| 74  | 3e   | Esa Lindell      | Finlande           | Défenseur      |
| 104 | 4e   | Gemel Smith      | Canada             | Centre         |
| 134 | 5e   | Branden Troock   | Canada             | Ailier droit   |
| 144 | 5e   | Henri Kiviaho    | Finlande           | Gardien de but |
| 183 | 7e   | Dmitri Sinitsyne | Russie             | Défenseur      |

### 2013
| No  | Tour | Nom                  | Nationalité | Position       |
| --- | ---- | -------------------- | ----------- | -------------- |
| 10  | 1er  | Valeri Nitchouchkine | Russie      | Ailier droit   |
| 29  | 1er  | Jason Dickinson      | Canada      | Centre         |
| 40  | 2e   | Remi Elie            | Canada      | Ailier gauche  |
| 54  | 2e   | Philippe Desrosiers  | Canada      | Gardien de but |
| 68  | 3e   | Niklas Hansson       | Suède       | Défenseur      |
| 101 | 4e   | Nick Paul            | Canada      | Ailier gauche  |
| 131 | 5e   | Cole Ully            | Canada      | Ailier gauche  |
| 149 | 5e   | Matej Paulovic       | Slovaquie   | Ailier gauche  |
| 182 | 7e   | Aleksi Mäkelä        | Finlande    | Défenseur      |

### 2014
| No  | Tour | Nom                 | Nationalité | Position       |
| --- | ---- | ------------------- | ----------- | -------------- |
| 14  | 1er  | Julius Honka        | Finlande    | Défenseur      |
| 45  | 2e   | Brett Pollock       | Canada      | Ailier gauche  |
| 75  | 3e   | Alexander Peters    | Canada      | Défenseur      |
| 105 | 4e   | Michael Prapavessis | Canada      | Défenseur      |
| 115 | 4e   | Brent Moran         | Canada      | Gardien de but |
| 135 | 5e   | Miro Karjalainen    | Finlande    | Défenseur      |
| 154 | 6e   | Aaron Haydon        | États-Unis  | Défenseur      |
| 165 | 6e   | John Nyberg         | Suède       | Ailier gauche  |
| 195 | 7e   | Patrick Sanvido     | Canada      | Défenseur      |

### 2015
| No  | Tour | Nom             | Nationalité | Position       |
| --- | ---- | --------------- | ----------- | -------------- |
| 12  | 1er  | Denis Gourianov | Russie      | Ailier droit   |
| 49  | 2e   | Roope Hintz     | Finlande    | Ailier gauche  |
| 103 | 4e   | Chris Martenet  | États-Unis  | Défenseur      |
| 133 | 5e   | Joseph Cecconi  | États-Unis  | Défenseur      |
| 163 | 6e   | Markus Ruusu    | Finlande    | Gardien de but |

### 2016
| No  | Tour | Nom               | Nationalité | Position       |
| --- | ---- | ----------------- | ----------- | -------------- |
| 25  | 1er  | Riley Tufte       | États-Unis  | Ailier gauche  |
| 90  | 3e   | Fredrik Karlström | Suède       | Centre         |
| 116 | 4e   | Rhett Gardner     | Canada      | Centre         |
| 128 | 5e   | Colton Point      | Canada      | Gardien de but |
| 146 | 5e   | Nick Caamano      | Canada      | Ailier droit   |
| 176 | 6e   | Jakob Stenqvist   | Suède       | Défenseur      |

### 2017
| No  | Tour | Nom             | Nationalité | Position       |
| --- | ---- | --------------- | ----------- | -------------- |
| 3   | 1er  | Miro Heiskanen  | Finlande    | Défenseur      |
| 26  | 1er  | Jake Oettinger  | États-Unis  | Gardien de but |
| 39  | 2e   | Jason Robertson | États-Unis  | Ailier gauche  |
| 101 | 4e   | Liam Hawel      | Canada      | Centre         |
| 132 | 5e   | Jacob Peterson  | Suède       | Centre         |
| 163 | 6e   | Brett Davis     | Canada      | Ailier droit   |
| 194 | 7e   | Dylan Ferguson  | Canada      | Gardien de but |

### 2018
| No  | Tour | Nom             | Nationalité | Position      |
| --- | ---- | --------------- | ----------- | ------------- |
| 13  | 1er  | Ty Dellandrea   | Canada      | Centre        |
| 44  | 2e   | Albin Eriksson  | Suède       | Ailier droit  |
| 75  | 3e   | Oscar Bäck      | Suède       | Centre        |
| 100 | 4e   | Adam Mascherin  | Canada      | Ailier gauche |
| 106 | 4e   | Curtis Douglas  | Canada      | Centre        |
| 137 | 5e   | Riley Damiani   | Canada      | Centre        |
| 168 | 6e   | Dawson Barteaux | Canada      | Défenseur     |
| 199 | 7e   | Jermaine Loewen | Jamaïque    | Ailier gauche |

### 2019
| No  | Tour | Nom               | Nationalité | Position      |
| --- | ---- | ----------------- | ----------- | ------------- |
| 18  | 1er  | Thomas Harley     | États-Unis  | Défenseur     |
| 111 | 4e   | Samuel Sjölund    | Suède       | Défenseur     |
| 142 | 5e   | Nicholas Porco    | Canada      | Ailier gauche |
| 173 | 6e   | Benjamin Brinkman | États-Unis  | Défenseur     |

### 2020
| No  | Tour | Nom                 | Nationalité | Position       |
| --- | ---- | ------------------- | ----------- | -------------- |
| 30  | 1er  | Mavrik Bourque      | Canada      | Centre         |
| 123 | 4e   | Antonio Stranges    | États-Unis  | Ailier gauche  |
| 154 | 5e   | Daniel Ljungman     | Suède       | Centre         |
| 162 | 6e   | Ievgueni Oksentiouk | Biélorussie | Ailier gauche  |
| 185 | 6e   | Rémi Poirier        | Canada      | Gardien de but |

### 2021
| No  | Tour | Nom                | Nationalité | Position      |
| --- | ---- | ------------------ | ----------- | ------------- |
| 23  | 1er  | Wyatt Johnston     | Canada      | Centre        |
| 47  | 2e   | Logan Stankoven    | Canada      | Centre        |
| 48  | 2e   | Artiom Grouchnikov | Russie      | Défenseur     |
| 73  | 3e   | Ayrton Martino     | Canada      | Ailier gauche |
| 79  | 3e   | Justin Ertel       | Canada      | Ailier gauche |
| 111 | 4e   | Conner Roulette    | Canada      | Ailier gauche |
| 138 | 5e   | Jack Bar           | Canada      | Défenseur     |
| 143 | 5e   | Jacob Holmes       | Canada      | Défenseur     |
| 175 | 6e   | Francesco Arcuri   | Canada      | Centre        |
| 207 | 7e   | Albert Sjoberg     | Suède       | Ailier droit  |

### 2022
| No  | Tour | Nom              | Nationalité | Position       |
| --- | ---- | ---------------- | ----------- | -------------- |
| 18  | 1er  | Lian Bichsel     | Suisse      | Défenseur      |
| 50  | 2e   | Christian Kyrou  | Canada      | Défenseur      |
| 83  | 3e   | George Fegaras   | Canada      | Défenseur      |
| 115 | 4e   | Gavin White      | Canada      | Défenseur      |
| 147 | 5e   | Maksim Maïorov   | Russie      | Gardien de but |
| 179 | 6e   | Matthew Seminoff | Canada      | Ailier droit   |

### 2023
| No  | Tour | Nom                | Nationalité | Position       |
| --- | ---- | ------------------ | ----------- | -------------- |
| 61  | 2e   | Tristan Bertucci   | Canada      | Défenseur      |
| 79  | 3e   | Brad Gardiner      | États-Unis  | Défenseur      |
| 125 | 4e   | Aram Minnetian     | États-Unis  | Défenseur      |
| 157 | 5e   | Arno Tiefensee     | Allemagne   | Gardien de but |
| 189 | 6e   | Angus MacDonell    | Canada      | Centre         |
| 221 | 7e   | Sebastian Bradshaw | Canada      | Ailier gauche  |

### 2024
| No  | Tour | Nom                | Nationalité | Position     |
| --- | ---- | ------------------ | ----------- | ------------ |
| 29  | 1er  | Emil Hemming       | Finlande    | Ailier droit |
| 158 | 5e   | Niilopekka Muhonen | Finlande    | Défenseur    |
| 222 | 7e   | William Samuelsson | Suède       | Centre       |

### 2025
| No  | Tour | Nom               | Nationalité | Position       |
| --- | ---- | ----------------- | ----------- | -------------- |
| 94  | 3e   | Cameron Schmidt   | Canada      | Ailier droit   |
| 126 | 4e   | Brandon Gorzynski | États-Unis  | Centre         |
| 146 | 5e   | Atte Joki         | Finlande    | Centre         |
| 158 | 5e   | Måns Goos         | Suède       | Gardien de but |
| 190 | 6e   | Dawson Sharkey    | Canada      | Ailier droit   |
| 222 | 7e   | Charlie Paquette  | Canada      | Attaquant      |